# Vespa 150 TAP
Vespa 150 TAP (фр. ACMA Troupes Aeról Portées Mle. 56) — мотороллер Vespa с 75-мм безоткатным орудием М-20, разработанный для нужд французских ВДВ в 1956 году.

## История
В разные времена и в разных странах осуществлялись смелые попытки скрещения различных артиллерийских систем с необычными и зачастую несоответствующими своей задаче транспортными средствами. Одним из наиболее курьёзных примеров является оснащение французскими оружейниками мотороллера Vespa (с одноцилиндровым двухтактным двигателем объёмом 145 см³ и максимальной скоростью 66 км/ч) 75-мм орудием безоткатного типа, на котором водитель мотороллера сидел во время поездки.
Такие мотороллеры предполагалось использовать парами: на одном из мотороллеров размещается орудие, на втором перевозятся снаряды. Мотороллеры можно было сбросить над территорией противника, а затем, уже на земле, привести их в боеспособное положение.
Практичность такого оружия в условиях бездорожья вызывает сомнения, так как мотороллер отнюдь не является вездеходом, и перетаскивание мопеда с орудием через непроходимые для него участки силами водителя и возможного его пассажира (перевозка пассажира возможна, если мотороллер не перегружен) наверняка отнимут больше времени, чем переноска орудия силами расчёта без мотороллера.

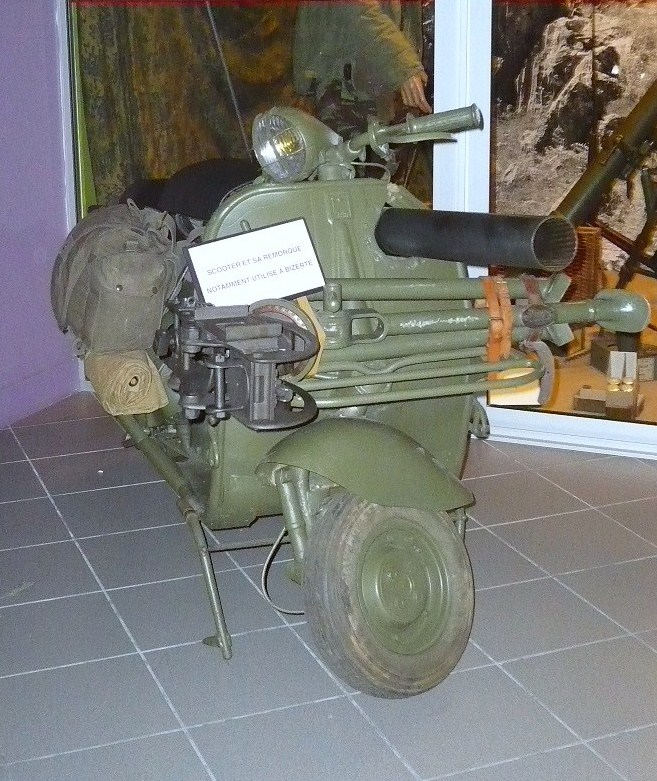

В настоящее время безоткатные орудия по большей части заменены противотанковыми гранатомётами, такими, например, как популярный в странах третьего мира РПГ-7. Зачастую гранатометчики пользуются кроссовыми мотоциклами с хорошей проходимостью. Такой вариант гораздо более практичен, так как гранатомётчик имеет возможность выстрелить в любую сторону практически сразу после остановки и после выстрела немедленно выйти из боя, вместо того, чтобы тратить время для извлечения орудия и его треноги из мотороллера, сборки, заряжания орудия и необходимости после выстрела либо оставить орудие и отъехать, либо тратить время на погрузку 52-килограммового орудия на мотороллер. Так как орудие является безоткатным выстрел возможен и без снятия с мотороллера, но в данном случае у стрелка практически нет возможности для прицеливания.
Так или иначе, французы приобрели около 800 таких САУ (по 500 долларов за единицу) и использовали это устройство во время войн в Алжире и Индокитае. Французские военные довольно быстро пришли к выводу, что пушка слишком тяжела для мотороллера, поэтому по большей части мотороллеры без пушек были использованы как средство транспорта для курьеров.